# Ellen Sundberg
Ellen Sundberg, född 10 december 1992 i Lockne församling i Jämtlands län, är en svensk sångerska och musiker.
Hon spelar popmusik på både svenska och engelska med influenser från amerikansk countrymusik (Americana). Hon albumdebuterade 2013 med Black raven, som följdes 2015 av White smoke and pines, producerat av Israel Nash och inspelat i hans studio i Texas. År 2016 kom Sundbergs tredje album Cigarette secrets, som spelades in på Dreamland recording studios i Woodstock, New York och musikaliskt är något mer poporienterat än de tidigare skivorna. År 2018 gav hon ut albumet Du sålde min biljett där hon tolkar nio låtar av Kjell Höglund.
År 2021 gav hon ut Ett bloss för Bodil Malmsten där hon tillsammans med Jonatan Lundberg tonsatt elva dikter av Bodil Malmsten.
År 2023 gav hon ut Vita Gäss, sitt första album på svenska med texter skrivna av henne själv, kompat av Malmfältens Rockklubb.

## Diskografi
- Black raven (2013)
- Headlights (2014)
- White smoke and pines (2015)
- Cigarette secrets (2016)
- Du sålde min biljett (2018)
- Take it back (2020)
- Levi's Blue Eyes (2020)
- Ett bloss för Bodil Malmsten (2021)[5]
- Vita Gäss (2023)